# Deinotheriidae
Los dinoterios o deinotéridos (Deinotheriidae, «bestias terribles») es una familia extinta de proboscídeos que vivieron durante los periodos Cenozoico y Cuaternario, apareciendo primero en África, luego se extendieron a través del sur de Asia (India y Pakistán) y Europa y se extinguieron en el Pleistoceno temprano. Durante este tiempo sufrieron muy pocos cambios, aparte de aumentar mucho en tamaño, en el mioceno tardío se convirtieron en las criaturas terrestres más grandes de su tiempo. Su principal característica fueron sus colmillos curvados hacia abajo.
Los dinoterios no presentan una alta diversidad y solo se conocen tres géneros: Chilgatherium, Prodeinotherium y Deinotherium. Estas formas y sus sucesiones evolutivas fueron dejando nuevos géneros que reemplazaban a los viejos. A diferencia de varios linajes de mamuts y mastodontes, los dinoterios se extinguieron en el pleistoceno temprano, en lugar de continuar durante la edad de hielo.

## Descripción
La forma y las proporciones de los dinoterios fueron parecidas a la de los modernos elefantes. Las patas eran largas, como la de los elefantes, pero el cráneo era mucho más plano que el de los verdaderos elefantes. La mandíbula superior carecía de dientes incisivos y caninos, pero poseían los tres molares y dos premolares en cada lado, tanto en la mandíbula como en los maxilares. Harris (1976) mostró que los dinoterios usaban sus dientes frontales para aplastar su comida, y los dientes traseros para cortar el material vegetal.
La parte delantera de la mandíbula inferior estaba curvada hacia abajo, y de ella parten los dos colmillos (incisivos muy desarrollados) que siguen, como ganchos, dicha curvatura. Estos colmillos constituyen la característica más distintiva de los dinoterios.

## Ecología
Harris (1975) argumenta que los dinoterios estaban adaptados para alimentarse de plantas al nivel del suelo. Masticaban su comida probablemente de forma similar a los tapires , con los dientes frontales utilizados para triturar la comida, mientras los molares segundo y tercero poseen una fuerza de corte vertical, con un suave movimiento lateral. Esta forma de masticar difiere en gran medida en la de los Gomphotheriidae (triturador horizontal) y los elefantes (corte lateral). Los molares de los dinoterios muestran poco desgaste, lo que indica una dieta suave, sin partículas silíceas, de vegetación del bosque, con los colmillos usados para quitar la corteza o la vegetación.
Deinotherium giganteum poseía unas patas delanteras más largas que las de los Prodeinotherium del Mioceno temprano y medio, lo cual indica una adaptación y dispersión más eficiente a las sabanas de Europa en el Mioceno tardío. Los dinoterios probablemente migraban de bosque en bosque, a traversando anchas praderas y pastizales.

## Filogenia
La ascendencia y relaciones evolutivas de los dinoterios permanecen sumidas en la oscuridad. Se ha sugerido que los dinoterios tendrían una relación con Barytheriidae, debido a similitudes en la estructura de los dientes. Lo que está claro es que Deinotheriidae divergió del resto de proboscidios en una fecha temprana. Durante los años 1970 varios investigadores los ubicaron en un orden separado a Proboscidea, pero esta visión no es compartida hoy en día.

## Historia evolutiva
El dinoterio más antiguo del que se tenga conocimiento es Chilgatherium harrisi del Oligoceno tardío. Su nombre deriva del yacimiento donde fueron encontrados sus fósiles, Chilga en Etiopía. Esto indica que al igual que otros proboscidios, los dinoterios evolucionaron en África. Chilgatherium era pequeño, a medio camino entre un cerdo grande y un hipopótamo pequeño.
En el Mioceno temprano, los dinoterios aumentaron al tamaño de un elefante pequeño, y migraron hacia Eurasia. Bastantes especies de esta época se conocen, sobre todo pertenecientes al género Prodeinotherium.
Durante el Mioceno tardío medio estos proboscidios de tamaño modesto fueron reemplazados por formas mucho más grandes a través de Eurasia. En Europa, Prodeinotherium bavaricum apareció en el Mioceno temprano, pero fue rápidamente reemplazado por Deinotherium giganteum en el Mioceno medio. Al igual que en Asia, Prodeinotherium es conocido capas del Mioceno temprano en las montañas del Distrito de Dera Bugti en Pakistán, y continua en el Mioceno medio como se evidencia en la Formación Chinji, donde fue reemplazado por Deinotherium indicum.
Si bien estos dinoterios del Mioceno estaban ampliamente dispersos y evolucionaron hasta el tamaño de un elefante grande, no eran tan comunes como los contemporáneos eulefantoideos. Los restos fósiles de esta época se han encontrado en Francia, Alemania, Grecia, Malta, y el norte de India y Pakistán, estos restos consisten principalmente en dientes y huesos del cráneo.
Después de la extinción de los indricoterios al final del Mioceno temprano, los dinoterios fueron los animales más grandes que caminaban sobre la tierra.
El Mioceno tardío fue la época dorada de los dinoterios gigantes. D. giganteum se encontraba comúnmente durante todo el Mioceno. Prodeinotherium, estuvo razonablemente bien representado en el Mioceno temprano en África, fue reemplazado por D. bozasi al comienzo del Mioceno tardío. En Asia, Deinotherium indicum se encontró más comúnmente en el Mioceno tardío.
Dientes fósiles de D. giganteum, del Mioceno tardío en la Formación Sinap en Turquía son mayores que en sitios más antiguos, como Eppelsheim Wissberg (Alemania) y Montredon (Francia), indicando una tendencia a incrementar el tamaño de los miembros de las especie con el tiempo. Los dinoterios eran los animales más grandes de su tiempo, protegidos de los depredadores y los herbívoros rivales en virtud de su enorme tamaño. No fue sino hasta el Pleistoceno, que los mamuts de mayor tamaño se les acercaron en tamaño.
Con el final del Mioceno, La fortuna de los dinoterios declinó. Deinotherium indicum se extinguió hace alrededor de 7 millones de años, posiblemente debido al mismo proceso de cambio climático que había acabado anteriormente con los mayores indricoterios. Mientras tantos en Europa, Deinotherium giganteum continuaba, aunque en cantidades cada vez menores, hasta el Plioceno medio. El espécimen más reciente fue hallado en Rumania.
En su África natal, Deinotherium continuó floreciendo durante todo el Plioceno, sus fósiles se han podido hallar en varios sitios donde también se encontraros fósiles de homínidos.
La última especie de dinoterios en extinguirse fue Deinotherium bozasi. Los especímenes más jóvenes son de la Formación Kanjera en Kenia, que data de hace un millón de años. Las causas de la extinción de un grupo de animales tan exitoso y de larga historia son desconocidos, aunque un pequeño número de otras especies de la Megafauna africana también murieron por esta época.